# بي أر دي إم-2
بي أر دي إم-2 (بالإنجليزية: BRDM-2)‏ (بالروسية: БРДМ-2) اختصار كلمة Боевая Разведывательная Дозорная Машина والتي تعني مركبة استطلاع قتالية. هي مركبة استطلاع برمائية مدولبة، سوفيتية الصنع دخلت الخدمة في 1962 في الجيش السوفيتي لتحل محل مركبة الاستطلاع الأقدم بي أر دي إم-1، سلحت المركبة برشاش ثقيل من عيار 14.5 ملم ورشاش محوري متعدد الاستخدامات عيار 7.62.